# ایتیژان
شهر ایتیژان  در بخش برن در ایالت برن در کشور سوئیس واقع شده‌است که ۱۰٬۸۰۰ نفر  جمعیت دارد.